# Правдић
Правдић је презиме. Познати људи са овим презименом су:
- Александар Правдић (1958), политичар
- Владо Правдић (1949–2023), музичар